# Fouhren
Fouhren är en ort i Luxemburg.   Den ligger i kantonen Canton de Vianden och distriktet Diekirch, i den norra delen av landet, 30 kilometer norr om huvudstaden Luxemburg. Fouhren ligger 300 meter över havet och antalet invånare är 380.
Terrängen runt Fouhren är kuperad söderut, men norrut är den platt.  Närmaste större samhälle är Ettelbruck, 10,0 kilometer sydväst om Fouhren.
I omgivningarna runt Fouhren växer i huvudsak blandskog. Runt Fouhren är det ganska tätbefolkat, med 67 invånare per kvadratkilometer.